# Picioroange

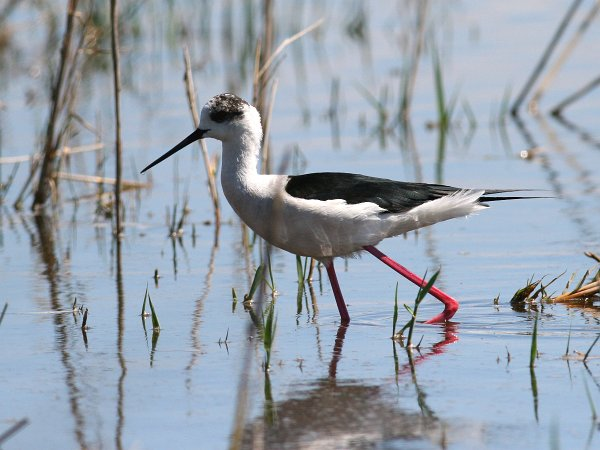
Piciorongul (Himantopus himantopus)

Picioroangele (în engleză wader, în franceză échassiers) sunt păsări care au picioare foarte înalte, potrivite pentru deplasarea prin ape puțin adânci și prin smârcuri. În corelație cu picioarele lor lungi, aceste păsări au și gâtul lung și ciocul lung, acomodate pentru căutarea hranei prin ape puțin adânci, de pe sol și dintr-o vegetație mai joasă decât statura lor. Degetele sunt alungite și de obicei lipsite de membrană interdigitală. Sunt strâns legate de terenurile mlăștinoase, cu solul umed sau acoperit cu apă nu prea adâncă și cu vegetație bogată, de unde își procură hrana. Cuiburile și le așază pe plantele din jurul bazinelor acvatice, dar unele își depun ouăle direct pe sol sau pe mici insule plutitoare.
Picioroangele includ câteva grupuri de păsări:
- cocorii (Gruidae)
- berzele, stârcii, lopătarii, țigănușul (Ciconiiformes)
- flamingii (Phoenicopteriformes)
- caradriiformele sau limicolele (Charadriiformes)